# ورگهان
ورگهان یکی از روستاهای استان آذربایجان شرقی است که در دهستان ورگهان بخش مرکزی شهرستان اهر واقع شده‌است و دارای مردمان خون گرم و غیور می باشد که از لحاظ اقتصادی در وضعیت مطلوبی قرار  دارد.این روستا ۹۶۰ نفر جمعیت دارد.
ورگهان یکی از مناطق مهم دیار قره داغ میباشد.